# Zona arqueológica de Tlapacoya
Tlapacoya (del náhuatl: Tlapācōyān o Tlapakoyan ‘lugar donde se lava, lavadero’) (pronunciación: /t͡ɬaːpaːkoːyaːn/) es el nombre que recibe el conjunto de dieciocho sectores arqueológicos excavados a cielo abierto con diferentes marcos cronológicos a 79 km de Toluca de Lerdo. Dos de los dieciocho sectores posiblemente registran la actividad de grupos humanos cazadores-recolectores-pescadores nómadas más remota en la Cuenca de México, aproximadamente entre 24 000 ± 4 000 o 21 700 ± 500 a. P. en el Pleistoceno tardío y Holoceno temprano (horizonte Arqueolítico mexicano, c. 35 000 o antes – 9 500 a. P.). La sedentarización de sus habitantes ocurrió entre el 6000–4500 a. C. (periodo Precerámico). El pequeño centro regional empezó a urbanizarse en el Preclásico medio (1200 – 400 a. C.), entre el 600–100 a. C.; y floreció en el Preclásico tardío (400 a. C. – 200 d. C.).
El nombre original de la ciudad durante su esplendor en el Preclásico tardío es desconocida, así como la lengua de sus habitantes. Se sabe, en cambio, que Tlapacoya o Tlapacoyan es un topónimo náhuatl —dado por acolhuas, cuitlahuacas y chalcas un milenio después (Posclásico tardío, 1200–1521 d. C.)—, una lengua uto-azteca aglutinante que permite expresar ideas complejas en un solo vocablo mediante la adición de dos o más afijos (prefijos y sufijos, o sin ellos) a una raíz verbal. Aclarado esto, conservar [n] /n/ en la grafía original (Tlapācōyān, Tlapakoyan) es la alternativa ortográfica preferible, sin ella es una variante corrupta. Entonces: *~|tla|– (prefijo pronominal indefinido e impersonal), –|pāc(ō)|– (voz pasiva e impersonal del verbo transitivo |pāca| =‘lavar, bañar, blanquear’) + –|yān| (sufijo toponímico que indica un lugar donde una acción se realiza habitualmente); por lo que significa ‘lugar donde se lava’. En las inmediaciones orientales de la montaña, existe otro sitio arqueológico emparentado con Tlapacoya: Zohapilco, con similares temporalidades y donde se halló la figurilla de arcilla más antigua de Mesoamérica (c. 2300 ± 110 a. C., 2300 a. C.; periodo Arcaico tardío).
Tlapacoya reporta la evidencia de antropización del entorno natural más antigua conocida del Valle de México. Tras un largo proceso civilizatorio (c. 5500–3500 a. C.), se consagró como un pequeño centro regional que floreció en el Preclásico tardío (c. 800 a. C.–200 d. C.), cuya extensión alcanzó las 25 ha. El sitio prehistórico fue un asentamiento temporal seminómada al margen de playas pleistocénicas del lago de Chalco y cuevas en las laderas del cerro con escasas herramientas toscas y restos óseos (sectores Tlapacoya I Alfa y Beta, Tlapacoya II) fechados entre el 22 000 ± 4 000–19 700 ± 500 a. P. respectivamente (periodo Paleoamericano). Al norte de dichos restos, en otras trincheras excavadas fue hallado material lítico empleado para periodizar la cronología arcaica del lugar. Aproximadamente en las fases Playa 1, Playa 2 y Zohapilco (5500–3500 a. C.), se gestó la sedentarización y el comienzo de la agricultura incipiente, hallándose un solo vestigio de arcilla tosco fechado hacia 2500–2300 a. C. Hacia el 1800–1300 a. C., la aldea se conformó como un pequeño centro regional. Entre el 1000–800 a. C. existió influencia olmeca, construyéndose el basamento piramidal. Floreció en la fase Ticomán (400 a. C.–200 d. C.), decayendo hacia el 200 d. C.
El sitio destaca por las figurillas «estilo Tlapacoya» (c. 1500-300 a. C.) La cultura de Tlatilco y de Occidente también desempeñaron un papel importante en la sociedad de Tlapacoya. Fue el primer lugar destinado al culto del agua en la cuenca de México.
Los restos del sitio se encuentran a 20 km al sureste de la Ciudad de México, intramuros del Valle de México (Altiplano Central), en las laderas bajas al borde oriental del antiguo lago de Chalco, en una pequeña colina volcánica (cerro del Elefante); en el municipio mexiquense de Ixtapaluca que, junto con el citado Zohapilco, constituyen el conjunto de Zohapilco-Tlapacoya. La zona es custodiada —y explorada— por el Instituto Nacional de Antropología e Historia (INAH) desde su descubrimiento en 1954.

## Medio físico
Estudios paleoecológicos asentamiento pleistocénico se alojó próximo a un cuerpo acuífero, en un entorno biótico  y el pequeño centro regional preclásico de Tlapacoya.

## Asentamiento
Es un antiguo santuario erigido a las deidades del agua, compuesto por un basamento piramidal atípico de piedra cortada. En su cúspide tuvo un templo y en su interior yacen tres tumbas. La identificación de su finalidad se debe al descubrimiento de vasijas decoradas con motivos religiosos emparentados al culto del agua en las tumbas al interior del basamento y por el estilo arquitectónico del mismo. Asimismo, fue el destino de grandes peregrinaciones procedentes del Occidente.

### Arqueología

#### Figurillas de Tlapacoya
En 1969, la arqueóloga francesa Christine Niederberger excavó el sitio de Zohapilco, localizado en el cerro de Tlapacoya. Donde halló los restos de un poblado de 4200 años de antigüedad. Allí encontró dos figurillas de arcilla, siendo fechada la más antigua en el 2300 antes del presente y que es la más antigua de México. Dicha pieza se encuentra en exhibición en el Museo Nacional de Antropología.
Dicha figurilla corresponde al período precerámico y se distingue de otras posteriores por su cuerpo cilíndrico ligeramente aplanado en su parte anterior. No tiene boca ni brazos, no posee articulaciones en la cabeza ni en la cadera. Tiene una frente pequeña, sus ojos son depresiones rectangulares, la nariz y las cejas forman una T. Tiene un ombligo y dos piernas cortas y bulbosas. Aparenta ser andrógina y es de color beige grisáceo. Se desconoce su uso y función, incluso si representa a un ser humano o una deidad. Se ha hipotetizado que la falta de boca indica su asociación con ritos funerarios.
Además de las figurillas de barro se encontraron restos de dos cráneos humanos que, entre los años 2003 y 2006, fueron sometidos a una datación por radiocarbono donde destacó el Hombre de Tlapacoya I, que arrojó una edad de 10 200±75 años. Antigüedad correspondiente con las etapas iniciales del poblamiento de la región central de México y lo convierte en un paleoamericano. La primera cerámica de Tlapacoya muestra una clara influencia con su contemporánea de sitios como El Opeño, en el Occidente de Mesoamérica. Figurillas de barro de Tlapacoya. Período Preclásico Medio.

### Galería de imágenes

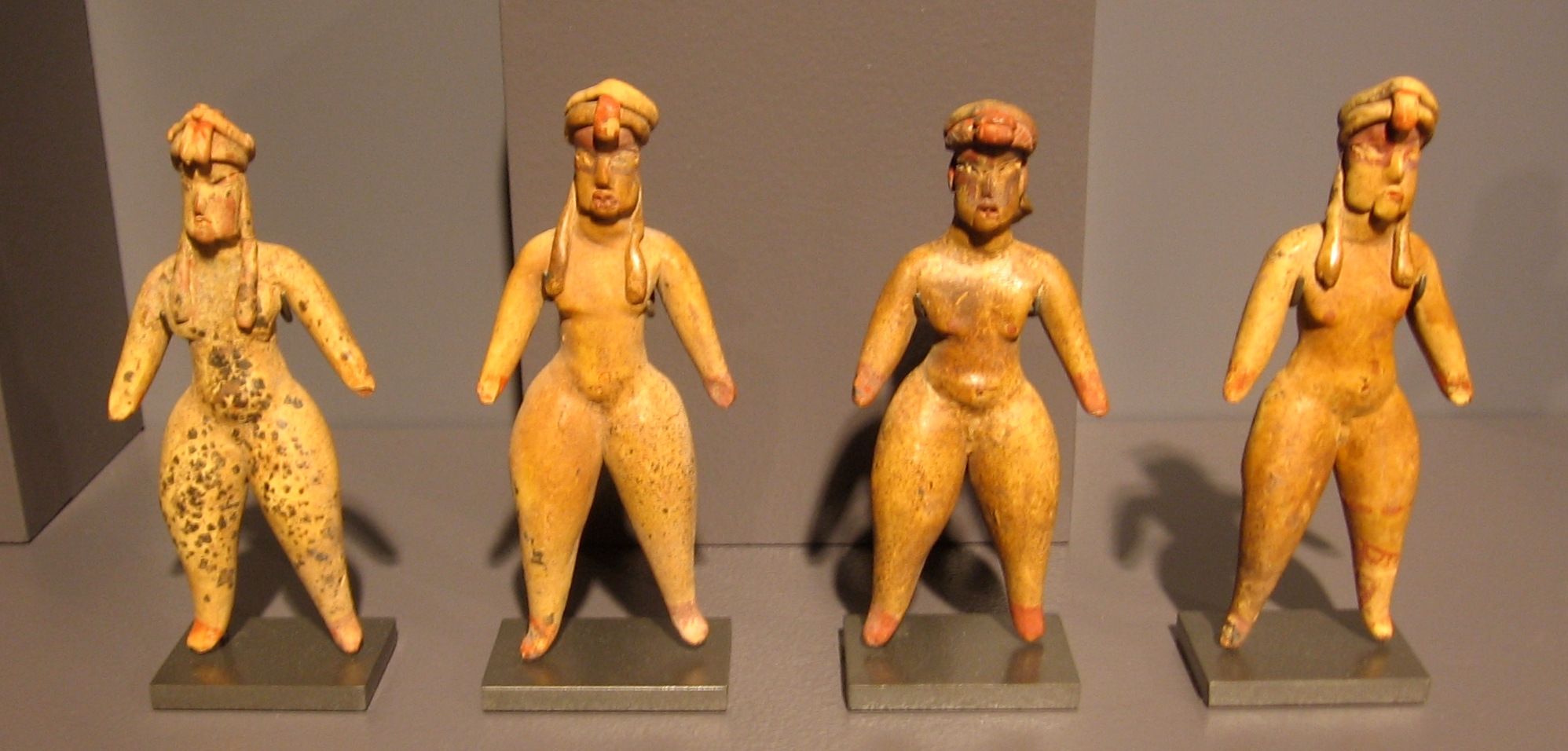
Representaciones femeninas ataviadas con tocado/peinado alto. Cerámica temprana, ss. XV-VIII a. C. Preclásico medio.
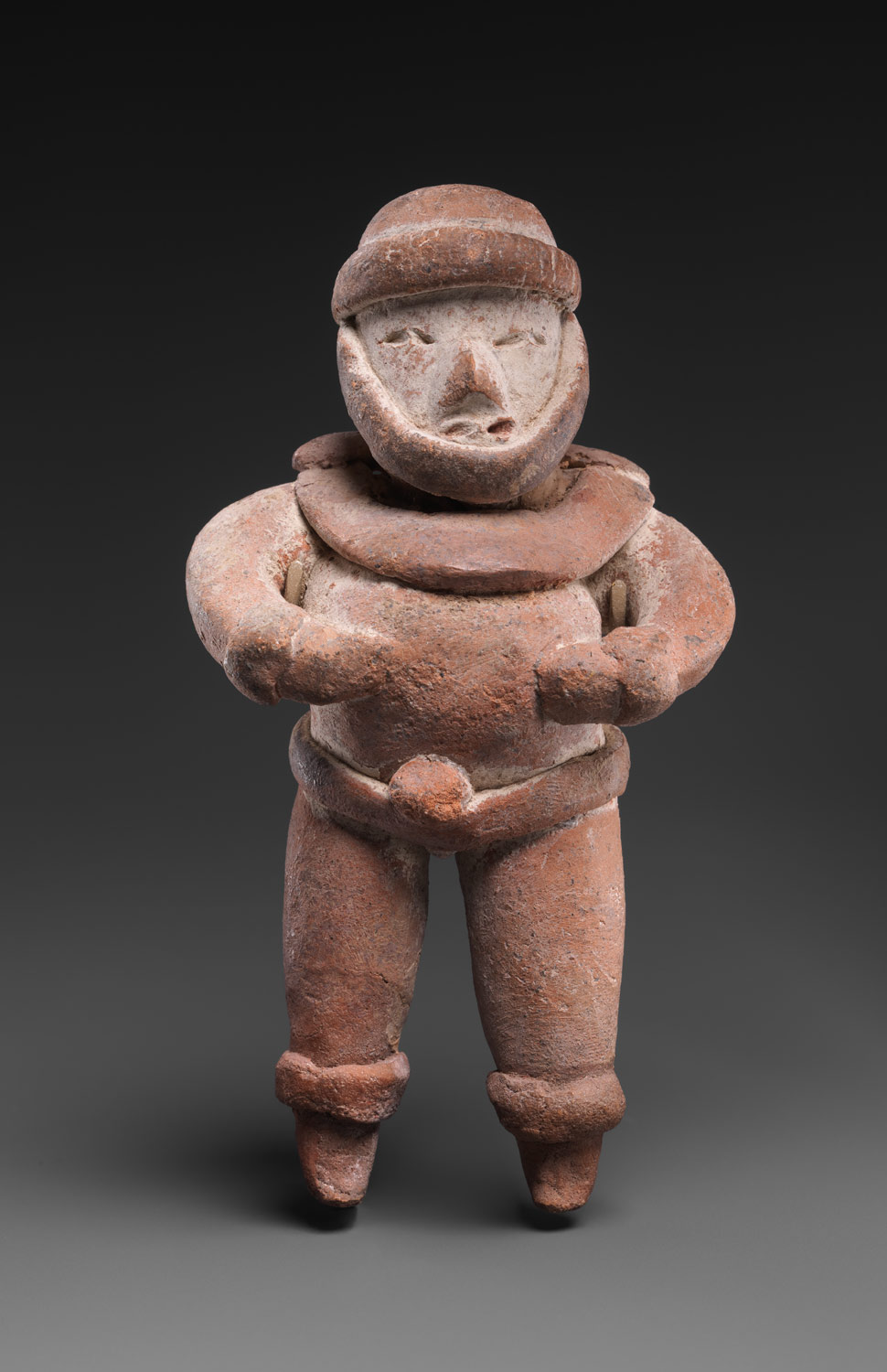
Jugador de pelota masculino. Cerámica temprana, ss. XII-IX a. C. Preclásico medio.
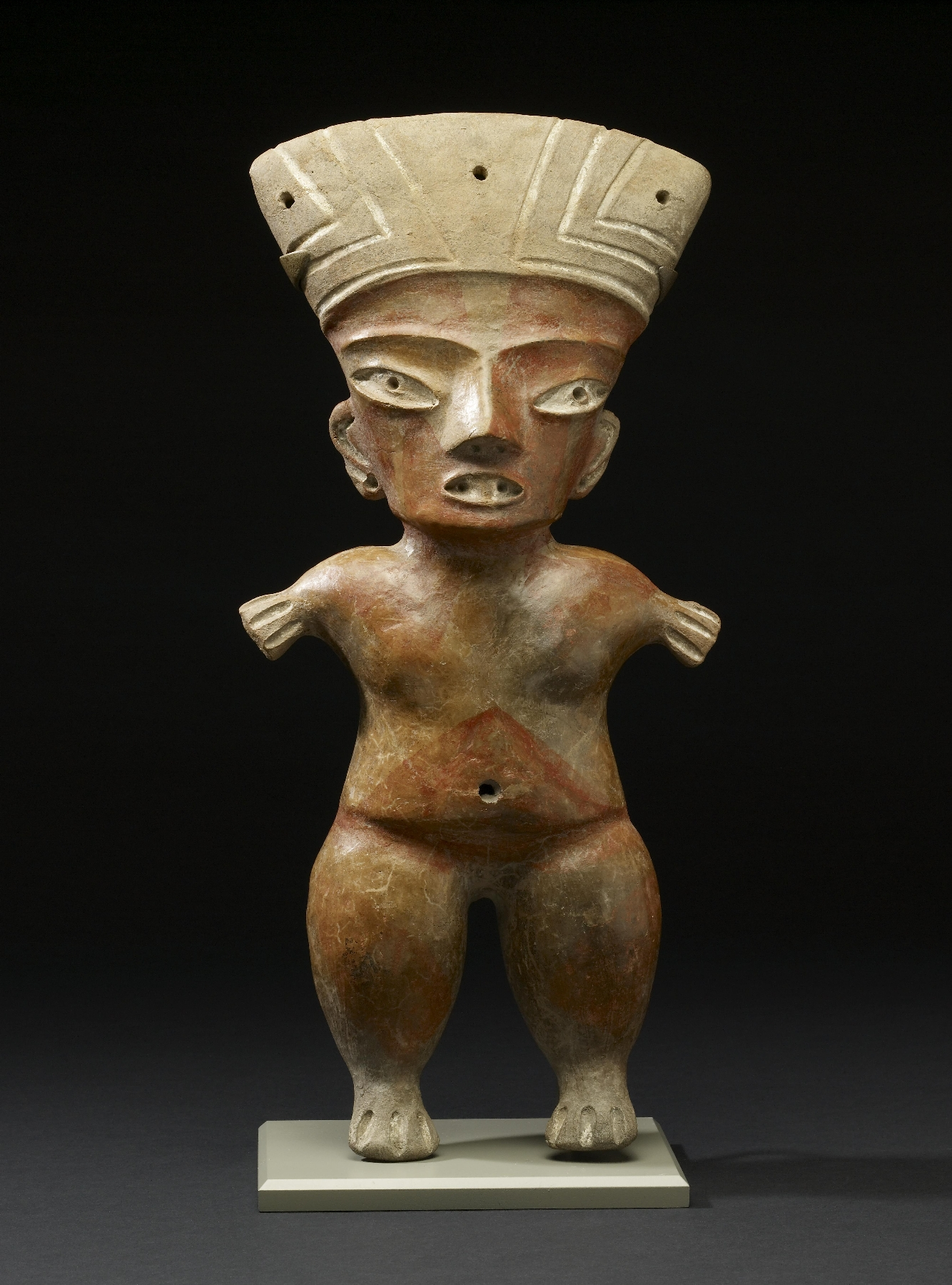
Fémina con tocado/peinado alto, culto a la fertilidad. Loza temprana, ss. XII-IX a. C. Preclásico medio.
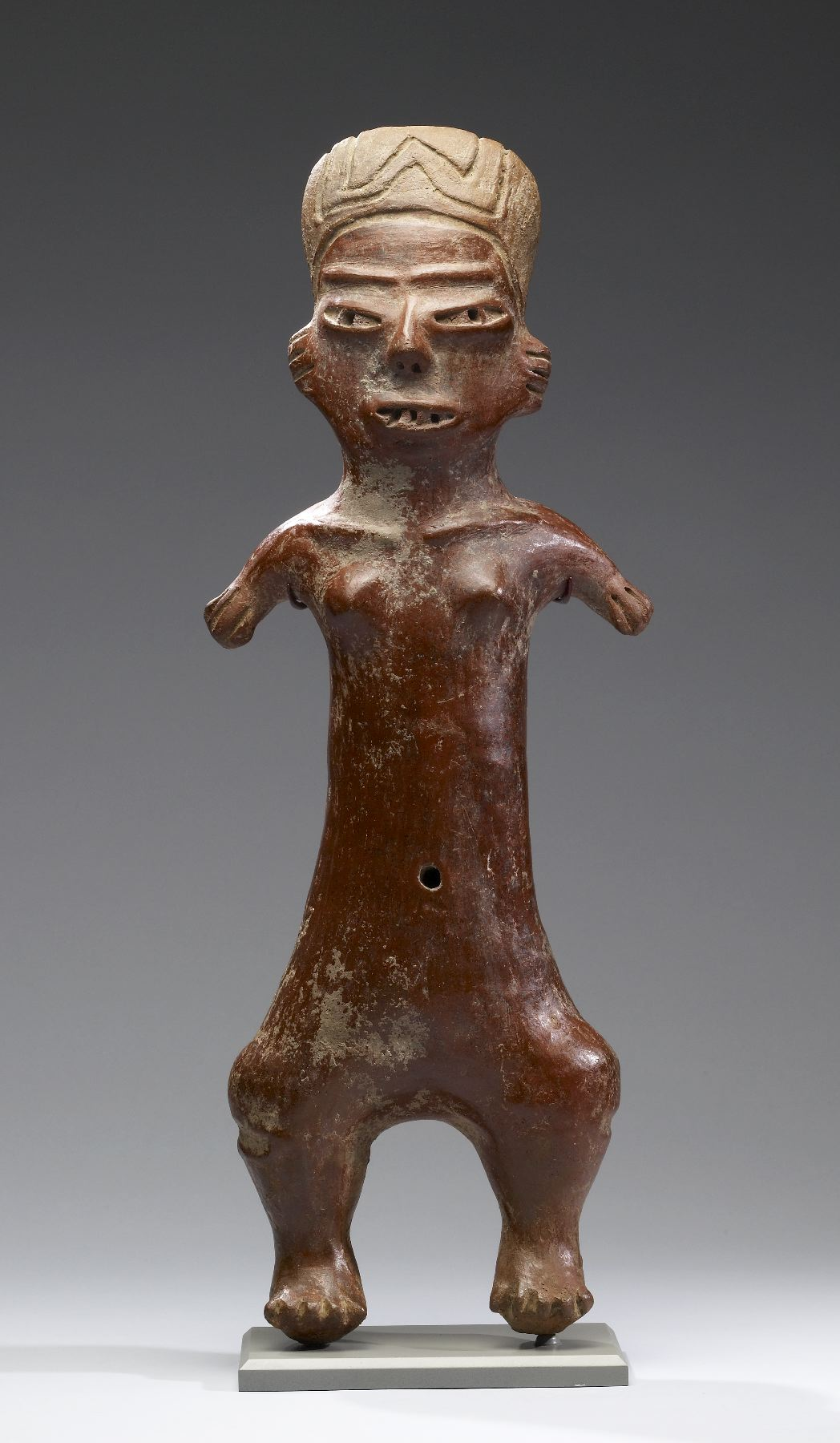
Mujer alargada con tocado/peinado alto, culto de fertilidad. Loza temprana, ss. XII-IX a. C. Preclásico medio.
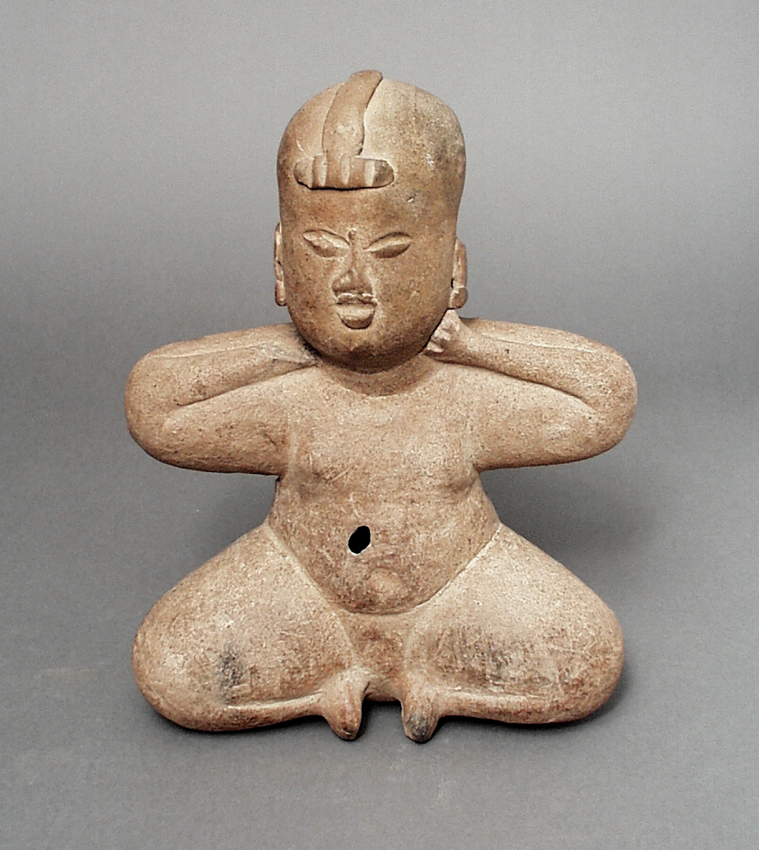
Niño sentado. Cerámica roja tardía, ss. V-II a. C. Preclásico tardío.